# دون براينت
دون براينت (بالإنجليزية: Don Bryant)‏ هو لاعب كرة قاعدة أمريكي، ولد في 13 يوليو 1941 في جاسبر في الولايات المتحدة، وتوفي في 22 يناير 2015 في غينزفيل في الولايات المتحدة.

## وصلات خارجية
- دون براينت على موقعبيزبول رفرنس.كوم (الدوري الرئيسي) (الإنجليزية)
- دون براينت على موقعبيزبول رفرنس.كوم (الدوري الثانوي) (الإنجليزية)